# Asquith (Saskatchewan)
Asquith es un pueblo canadiense situado en la provincia de Saskatchewan.

## Superficie
Asquith tiene una superficie de 1,37 km².

## Demografía
En 2021, tenía 624 habitantes, una densidad poblacional de 456 hab./km², y 277 viviendas.